# Cortachy
Cortachy è un villaggio scozzese situato nella contea dell'Angus, a quattro miglia a nord di Kirriemuir.
Cortachy è nota soprattutto per l'imponente Castello di Cortachy, sede del Conte di Airlie.